# Потоцкий, Ян (1555—1611)
Ян Потоцкий (пол. Jan Potocki) (1555 — 22 апреля 1611) — польский военачальник, брацлавский воевода, староста Летичевский, ревностный кальвинист.

## Биография
C 1592 года — «генерал земель Подольских», писарь польный коронный с 1594 года, воевода брацлавский с 1608 года.
Женился на Эльжбете Каменецкой до 1593 года.
Во время рокоша Зебжидовского решительно поддерживал короля Сигизмунда III. Участвовал в Битве под Гузовом.
Вместе со своим братом Стефаном, зятем Иеремии Молдавского, совершил удачный поход в Молдавию против валахов с целью утверждения на господарстве своего родственника Константина Могилу.
В конце XVI века Ян Потоцкий выстроил в селе Пановцы каменный замок, который занял часть высокого мыса, омываемого с трех сторон рекой Смотрич и окруженный глубокими рвами. Во времена гонений против Реформации в Западной Европе Ян Потоцкий дал приют в замке протестантской кальвинистской церкви. Кальвинисты развернули в замке активную деятельность — открыли школы, низшую и высшую (академию), основали типографию и построили кирху. В пановецкой типографии издавались книги, направленные против папства (известно семь пановецких изданий). В Пановецкой кальвинистской академии и школе при ней преподавали ректор академии Панкратий Бельцер, Ян Маюс, магистр философии Ян Зигровский, известный своими литературными трудами, изданными в Пановецкой типографии.
Участвовал в Осаде Смоленска во время которой умер 22 апреля 1611 года. Тело Яна Потоцкого было похоронено в селе Пановцы, в крипте кирхи.
После смерти Яна Потоцкого его братья, заядлые католики, приказали выгнать протестантов из Пановецкого замка. После изгнания протестантов кирху превратили в римско-католическую часовню. Вместе с кирхой были закрыты все другие учреждения кальвинистов.

## Семья
- Жена — Эльжбета Каменецкая (? — после 1612)
- Отец — Николай Потоцкий (1517 — 2 мая 1572) — староста каменецкий.
- Мать — Анна Черминьская (1525—1579)
- Братья — Стефан, Якуб, Анджей